# بوفیکس-ان-لاینز
بوفیکس-ان-لاینز (به فرانسوی: Beauficel-en-Lyons) یک کمون (فرانسه) در فرانسه است که در canton of Lyons-la-Forêt واقع شده‌است. بوفیکس-ان-لاینز ۷٫۲ کیلومتر مربع مساحت دارد ۱۶۳ متر بالاتر از سطح دریا واقع شده‌است.